# Ministero dei trasporti, della mobilità e dell'agenda urbana
Il Ministero dei trasporti, della mobilità e dell'agenda urbana (in spagnolo: Ministerio de Transportes, Movilidad y Agenda Urbana - MITMA), noto in altre fasi come Ministero dello sviluppo (Ministerio de Fomento) o Ministero dei lavori pubblici (Ministerio de Obras Públicas) è un dicastero del governo spagnolo responsabile della preparazione e dell'attuazione della politica di governo sulla terra, l'aria e le infrastrutture del trasporto marittimo e della pianificazione e controllo della regolazione dei servizi di trasporto su queste aree. È anche responsabile della garanzia d'accesso all'alloggio; delle politiche urbane, del suolo e dell'architettura; la pianificazione e il controllo dei servizi postali e telegrafici, dirigendo i servizi relativi all'astronomia, geodesia, geofisica e mappatura, e la pianificazione e la programmazione di investimenti governativi in infrastrutture e servizi legati a questo ambito. Il Ministero ha sede nel nuovo complesso governativo dei Ministeri.
Il MITMA è guidato dal ministro dei trasporti, della mobilità e dell'agenda urbana nominato dal Re di Spagna su richiesta del Presidente del Governo, dopo aver ascoltato il Consiglio dei ministri. Il ministro è assistito da due funzionari principali, il Segretario di Stato per le infrastrutture, i trasporti e l'alloggio e il Sottosegretario allo sviluppo. Altri alti funzionari del ministero includono il Segretario generale per le infrastrutture, il Segretario generale per i trasporti e il Segretario generale per gli alloggi. L'attuale ministro è Raquel Sánchez Jiménez.

## Storia
Il ministero è stato creato nel 1832 sotto il Ministero dello sviluppo generale del Regno (Ministerio de Fomento generale del Reino), a parrtire dalla Segreteria dell'Ufficio di sviluppo generale del Regno (Secretaría de Despacho de Fomento generale del Reino) stabilita l'anno prima da Ferdinando VII. Passa brevemente sotto il controllo del Ministero dell'interno nel 1835 prima di fondersi con i diversi ministeri per formare, nel 1836, il Ministero del commercio, dell'istruzione e dei lavori pubblici (Ministerio de Comercio y Obras Instruccion Públicas).
Nel 1852, assume il nome attuale, che perde nel 1900, quando si riunisce di nuovo con altri dipartimenti ministeriali, creando il Ministero dell'agricoltura, dell'industria, del commercio e dei lavori pubblici (Ministerio de Agricultura, Industria, Comercio e Obras Públicas). Riacquista finalmente la sua autonomia, nel 1905, poi viene separato tra il Ministero delle comunicazioni (Ministerio de Comunicaciones) e il Ministero dei lavori pubblici (Ministerio de Obras Públicas) durante la proclamazione della Seconda Repubblica, nel 1931.
Tranne durante la formazione del Ministero dei lavori pubblici e delle comunicazioni (Ministerio de Obras Públicas y Comunicaciones) 1935-1936, e del Ministero delle comunicazioni, dei trasporti e dei lavori pubblici (Ministerio de Comunicaciones, Transportes y Obras Públicas) tra il 1937 e il 1938, i portafogli delle opere pubbliche e del trasporto rimangono separati fino al 1991, quando Felipe González ha creato il Ministero dei lavori pubblici e dei trasporti (Ministerio de Obras Públicas y Transportes).
Nel 1993 diventa Ministero dei lavori pubblici, dei trasporti e dell'ambiente (Ministerio de Obras Públicas, Transportes y Medio Ambiente), assume il nome attuale di Ministero dello sviluppo nel 1996, con l'ascesa al potere di José María Aznar, perde le competenze riguardanti la protezione dell'ambiente. Dopo la vittoria dei socialisti nel 2004, José Luis Rodríguez Zapatero crea un ministero d'alloggiamento (Ministerio de Vivienda), che recupera alcune funzioni quindi assegnate al Ministero dello sviluppo. Lo stesso vale per la formazione del Ministero dell'agricoltura e dell'ambiente nel 2008 su tutte le questioni relative alla protezione dei mari.
Tuttavia, durante il rimpasto di governo del 20 ottobre 2010, il Ministero degli alloggi scompare, le sue competenze e le sue strutture vengono rilevate dal Ministero dello sviluppo.

## Struttura
Il Ministero dello sviluppo impiega i seguenti organismi:
- La Segreteria di Stato per le infrastrutture, i trasporti e l'alloggio.
  - La Segreteria generale per le infrastrutture.
    - La Direzione generale delle strade.
    - La Divisione espropri delle ferrovie.
    - La Direzione generale aggiunta per la pianificazione ferroviaria.

  - La Segreteria generale per i trasporti.
    - La Direzione generale dell'aviazione civile.
    - La Direzione generale per i trasporti terrestri.
    - La Direzione generale della marina mercantile.
    - La divisione Studi e tecnologia dei trasporti.

  - La Segreteria generale per l'alloggio.
    - La Direzione generale per l'architettura, l'alloggio e il suolo.
    - La Direzione generale aggiunta per la politica degli alloggi e l'aiuto.

  - L'Unità di gestione e coordinamento dell'emergenza e delle crisi.
  - La Direzione generale aggiunta per la pianificazione delle infrastrutture e dei trasporti.
  - La Direzione generale aggiunta per le relazioni internazionali.
- Il Sottosegretariato per lo sviluppo.
  - Il Segretariato generale tecnico.
  - La Direzione generale della programmazione economica e dei bilanci.
  - La Direzione generale dell'organizzazione e del controllo.
  - La Direzione generale dell'Istituto nazionale geografico.